# L'Idole d'Acapulco
Pour plus de détails, voir Fiche technique et Distribution.
L'Idole d'Acapulco (Fun in Acapulco) est un film musical américain réalisé par Richard Thorpe, sorti en 1963. 
Il est surtout célèbre pour ses chansons, interprétées par Elvis Presley, qui est l'acteur principal du film.

## Synopsis
Mike Windgren arrive à Acapulco en tant que marin à bord d'un yacht. Lorsqu'il est licencié, Raoul, un cireur de chaussures qui l'a entendu chanter, devient son manager et lui trouve un travail, à la fois comme chanteur remplaçant à l'hôtel Hilton, et comme remplaçant de Moreno, le maître-nageur à la piscine de l'hôtel. Mike flirte avec Dolores, une femme matador, et avec Maggie, qui travaille à l'hôtel. Raoul obtient des engagements pour Mike dans d'autres clubs, où il fait sensation. Moreno, épris de Maggie et jaloux de Mike, apprend que ce dernier a été jadis trapéziste mais qu'il a le vertige depuis un accident qui a causé la mort de son partenaire. Les deux hommes se battent et Moreno, blessé, ne peut assurer son plongeon habituel du haut de la Quebrada. Luttant contre sa peur, Mike se substitue à lui et fait un plongeon parfait. Mike prévoit alors de retourner aux États-Unis avec Maggie et Raoul, et de reprendre son numéro de cirque.

## Fiche technique
- Titre original : Fun in Acapulco
- Titre français : L'Idole d'Acapulco
- Réalisation : Richard Thorpe
- Scénario : Allan Weiss
- Direction artistique : Hal Pereira, Walter H. Tyler
- Décors : Robert R. Benton (en), Sam Comer
- Costumes : Edith Head
- Photographie : Daniel L. Fapp
- Son : Charles Grenzbach, Hugo Grenzbach
- Montage : Stanley E. Johnson, Warren Low
- Musique : Joseph J. Lilley
- Production : Hal B. Wallis
- Production exécutive : Joseph H. Hazen
- Production associée : Paul Nathan
- Société de production : Hal Wallis Productions
- Société de distribution : Paramount Pictures
- Pays de production :  États-Unis
- Langue originale : anglais
- Format : couleur (Technicolor) — 35 mm — 1,85:1 - Mono (Westrex Recording System)
- Genre : film musical et comédie
- Durée : 97 minutes
- Dates de sortie : 
  - États-Unis : 27 novembre 1963
  - France : 19 février 1964

## Distribution
- Elvis Presley (VF : Michel Roux) : Mike Windgren
- Ursula Andress (VF : Martine Sarcey) : Marguerita Dauphin
- Elsa Cárdenas (VF : Judith Magre) : Dolores Gomez
- Paul Lukas (VF : Serge Nadaud) : Maximillian Dauphin
- Larry Domasin (VF : Linette Lemercier) : Raoul Almeido
- Alejandro Rey (VF : Roland Ménard) : Moreno
- Robert Carricart (VF : Maurice Dorléac) : Jose Garcia
- Teri Hope : Janie Harkins
- Charles Evans (VF : Émile Duard) : M. Harkins
- Alberto Morin (VF : Albert Médina) : le gérant de l'hôtel
- Salvador Baguez (VF : Jacques Deschamps) : M. Perez
- Mary Treen : Mme Stevers
- Mariachis Los Vaqueros
- Mariachis Aguila

## Inspiration pour d'autres films
- Une scène entière du trapéziste au cirque (ainsi que sa musique) dans laquelle Elvis, en flashback, revit le drame de l'accident qu'il a causé à son partenaire, cause de son vertige, est reprise de la même manière dans le OSS 117 : Rio ne répond plus de Michel Hazanavicius par Jean Dujardin inséré à la place d'Elvis dans un plan de coupe.
- Raoul, le petit cireur de chaussures entreprenant, au profit de Mike Windgren (Elvis Presley), est un personnage que l'on retrouve aussi dans L'Homme de Rio, un an plus tard, sous les traits de Sir Winston, même type de personnage : un très jeune cireur de chaussures, décisif également pour Adrien Dufourquet (Jean-Paul Belmondo).

## Chansons du film
- "Fun In Acapulco" : écrit par Sid Wayne et Ben Weisman, interprété par Elvis Presley
- "Vino, Dinero Y Amor" : écrit par Sid Tepper et Roy C. Bennett, interprété par Elvis Presley et The Four Amigos
- "I Think I'm Gonna Like It Here" : écrit par Don Robertson et Hal Blair, interprété par Elvis Presley et The Four Amigos
- "Mexico" : écrit par Sid Tepper et Roy C. Bennett, interprété par Elvis Presley et Larry Domasin
- "El Toro" : écrit par Bill Giant, Bernie Baum et Florence Kaye, interprété par Elvis Presley
- "Marguerita" : écrit par Don Robertson, interprété par Elvis Presley
- "The Bullfighter Was A Lady" : écrit par Sid Tepper et Roy C. Bennett, interprété par Elvis Presley
- "(There's) No Room To Rhumba In A Sports Car" : écrit par Fred Wise et Dick Manning, interprété par Elvis Presley
- "Bossa Nova Baby" : écrit par Jerry Leiber et Mike Stoller, interprété par Elvis Presley
- "You Can't Say No In Acapulco" : écrit par Dorothy Fuller et Lee Morris, interprété par Elvis Presley
- "Guadalajara" : écrit par Pepe Guízar, interprété par Elvis Presley